# Mindre laxtobis
Mindre laxtobis (Arctozenus risso) är en till laxtobisfiskarnas familj hörande fiskart som lever i de flesta av världens tempererade och tropiska hav.

## Utseende
En mycket långsmal, silverfärgad fisk med spetsigt huvud, stora ögon och en stor mun med vassa tänder. Kroppen påminner om en barracuda, och bukfenorna och ryggfenan är placerade långt bak. Den längsta fenan är analfenan, som har 30 till 32 fenstrålar. Nära stjärtfenan har den en liten fettfena. Längden kan nå upp till 30 cm.

## Vanor
Den mindre laxtobisen är en pelagisk fisk som lever från havsytan till 2 200 meters djup. Födan består av småfisk och räkor. Arten leker på kontinentalsockelns sluttningar och över oceanbankar i tempererade och tropiska vatten. Larverna är pelagiska.

## Utbredning
Arten finns i södra Arktis och i alla tempererade och tropiska hav mellan 71°N och 55°S. Den undviker vattnen kring Brittiska öarna, men går in i västra Medelhavet. Den mindre laxtobisen besöker sällsynt norska farvatten.